# Vivian McGrath
Vivian Erzerum Bede McGrath (Merrendee, 17 febbraio 1916 – Burradoo, 9 aprile 1978) è stato un tennista australiano.
Vincitore degli Australian Championships in doppio nel 1935 e in singolare nel 1937, è considerato uno dei pionieri del rovescio a due mani.

## Carriera
Dimostra un grande talento già da giovane, trionfa infatti sia agli Australian Championships che agli Internazionali di Francia nei tornei riservati ai ragazzi.

Nel 1933 a diciassette anni entra a far parte del team australiano di Coppa Davis, continuerà a rappresentare la propria nazione fino al 1937 collezionando ventisette match e dodici vittorie. Desta scalpore agli Australian Championships 1933 quando, appena diciassettenne, arriva in semifinale mettendo in mostra il suo rovescio a due mani, che non si era mai visto in precedenza. Poco dopo, il suo colpo sarebbe stato imitato dal connazionale John Bromwich.

In singolare viene ricordato principalmente per il successo agli Australian Championships 1937 dove si presenta come quinta testa di serie. Durante il suo percorso supera la sesta (Abel Kay), la settima (Harry Hopman) e infine nel match decisivo la quarta testa di serie, John Bromwich, per 6–3, 1–6, 6–0, 2–6, 6–1.

Nel doppio maschile le finali del Grande Slam aumentano, raggiunge infatti per tre volte la finale in Australia vincendo però solo nel 1935 insieme a Jack Crawford. Agli Internazionali di Francia raggiunge tre finali consecutive a partire dall'edizione del 1933 cambiando ogni volta partner ma non è mai riuscito a vincerli. Nella prima finale ha partecipato insieme ad Adrian Quist ma si arrendono al team inglese formato da Pat Hughes e Fred Perry, l'anno successivo insieme a Jack Crawford è il team francese formato da Jean Borotra e Jacques Brugnon ad impedirgli il successo. Curiosamente nella terza finale consecutiva viene eliminato da un team formato dai suoi precedenti compagni, Jack Crawford-Adrian Quist hanno la meglio su McGrath accompagnato da Don Turnbull.

La sua carriera viene interrotta dallo scoppio della Seconda guerra mondiale e McGrath non tornerà più a giocare agli stessi livelli dopo la fine del conflitto.

## Finali del Grande Slam

### Singolare

#### Vinte (1)
| Anno | Torneo                   | Avversario in finale | Risultato               |
| 1937 | Australian Championships | John Bromwich        | 6–3, 1–6, 6–0, 2–6, 6–1 |

### Doppio

#### Vinte (1)
| Anno | Torneo                   | Compagno      | Avversari in finale   | Risultato     |
| 1935 | Australian Championships | Jack Crawford | Pat Hughes Fred Perry | 6-4, 8-6, 6-2 |

#### Finali perse (5)
| Anno | Torneo                    | Compagno      | Avversari in finale          | Risultato                |
| 1933 | Internazionali di Francia | Adrian Quist  | Pat Hughes Fred Perry        | 6-2, 6-4, 2-6, 7-5       |
| 1934 | Internazionali di Francia | Jack Crawford | Jean Borotra Jacques Brugnon | 11-9, 6-3, 2-6, 4-6, 9-7 |
| 1935 | Internazionali di Francia | Don Turnbull  | Jack Crawford Adrian Quist   | 6-1, 6-4, 6-2            |
| 1937 | Australian Championships  | Jack Crawford | Adrian Quist Don Turnbull    | 6-8, 8-2, 6-1, 3-6, 6-2  |
| 1940 | Australian Championships  | Jack Crawford | Adrian Quist John Bromwich   | 6-3, 7-5, 6-1            |